# Stereophonics
Stereophonics és un grup de rock format per tres membres: Kelly Jones, Richard Jones i Javier Weyker. En Kelly i en Richard van créixer a Cwamaman, una ciutat al sud de Gal·les, on van començar, juntament amb l'antic bateria Stuart Cable. El primer nom que va adoptar la banda va ser Tragic Love Company, inspirats pels noms dels seus grups preferits (Tragically Hip, Mother Love Bone i Bad Company). El nom actual es va adoptar a partir de la marca del radiocasset de l'àvia de Stuart Cable.

## Membres del grup
- Kelly Jones (veu, guitarra, piano i composició)
- Richard Jones (baix i veu)
- Javier Weyler (bateria)

## Discografia

### Àlbums
- Word Gets Around (1997) _ núm. 6 al Regne Unit
- Performance and Cocktails (1999) _ núm. 1 al Regne Unit
- Just Enough Education to Perform (2001) _ núm. 1 al Regne Unit
- You Gotta Go There to Come Back (2003) _ múm. 1 al Regne Unit
- Language. Sex. Violence. Other? (2005) _ núm. 1 al Regne Unit
- Live from Dakota (2006)
- Pull the Pin (2007)
- Keep Calm and Carry On (2009)
- Graffiti on the Train (2013)
- Keep the Village Alive (2015)
- Scream Above the Sounds (2017)
- Kind (2019)
- Oochya! (2022)
- Make 'em Laugh, Make 'em Cry, Make 'em Wait (2025)

### Simples
| Llançament al Regne Unit: | Títol:                                        | Posició més alta:     | Setmanes a la llista: |
| ------------------------- | --------------------------------------------- | --------------------- | --------------------- |
|                           | De Word Gets Around:                          |                       |                       |
| Novembre 1996             | "Looks Like Chaplin"                          | Sense lloc a la lista | -                     |
| Març 1997                 | "Local Boy in the Photograph"                 | Nº51                  | 1                     |
| Maig 1997                 | "More Life in a Tramp's Vest"                 | Nº33                  | 2                     |
| Agost 1997                | "A Thousand Trees"                            | Nº22                  | 3                     |
| Octubre 1997              | "Traffic"                                     | Nº20                  | 3                     |
| Febrer 1998               | "Local Boy in the Photograph" (re-edición)    | Nº14                  | 4                     |
|                           | De Performance and Cocktails:                 |                       |                       |
| Novembre 1998             | "The Bartender and the Thief"                 | Nº3                   | 12                    |
| Febrer 1999               | "Just Looking"                                | Nº4                   | 9                     |
| Maig 1999                 | "Pick a Part That's New"                      | Nº4                   | 9                     |
| Agost 1999                | "I Wouldn't Believe Your Radio"               | Nº11                  | 7                     |
| Novembre 1999             | "Hurry Up and Wait"                           | Nº11                  | 8                     |
|                           | 'Single' fora de l'àlbum:                     |                       |                       |
| Març 2000                 | "Mama Told Me Not To Come" (amb en Tom Jones) | Nº4                   | 7                     |
|                           | De Just Enough Education to Perform:          |                       |                       |
| Març 2001                 | "Mr. Writer"                                  | Nº5                   | 12                    |
| Juny 2001                 | "Have a Nice Day"                             | Nº5                   | 9                     |
| Setembre 2001             | "Step on My Old Size Nines"                   | Nº16                  | 5                     |
| Desembre 2001             | "Handbags and Gladrags"                       | Nº4                   | 15                    |
| Abril 2002                | "Vegas Two Times"                             | Nº23                  | 2                     |
|                           | De You Gotta Go There to Come Back:           |                       |                       |
| Maig 2003                 | "Madame Helga"                                | Nº4                   | 4                     |
| Juliol 2003               | "Maybe Tomorrow"                              | Nº3                   | 8                     |
| Novembre 2003             | "Since I Told You It's Over"                  | Nº16                  | 4                     |
| Febrer 2004               | "Moviestar"                                   | Nº5                   | 5                     |
|                           | De Language. Sex. Violence. Other?:           |                       |                       |
| Març 2005                 | "Dakota"                                      | Nº1                   | 18                    |
| Juny 2005                 | "Superman"                                    | Nº13                  | 4                     |
| Setembre 2005             | "Devil"                                       | Nº11                  | 2                     |
| Novembre 2005             | "Rewind"                                      | Nº17                  | 2                     |

### DVD
- Live at Cardiff Castle (1998)
- Live at Morfa Stadium (1999)
- Call Us What You Want But Don't Call Us in the Morning (2000)
- A Day at the Races (2002)